# Hamrafjället
Hamrafjället är ett fjäll i västra Härjedalen. Det ligger omkring 15 kilometer väster om Funäsdalen. År 1974 blev omkring sju kvadratkilometer avsatta till naturreservat.

## Natur
Naturreservatet utgörs av kalfjällsmiljö kring fjällets topp, en brant sydsluttning med fjällbjörkskog uppblandad med gamla ängar och slåttermarker samt en myr sydväst om Hamrafjället. Sydsluttningen är mycket artrik med över 400 olika arter, och innehåller växter som är typiska både för södra och norra Norrland.
På sydsluttningen finns gravhögar som grävdes från 800- till 1000-talet samt omfattande fångstgropssystem. Området har senare utnyttjats för fäboddrift. Vid sekelskiftet 1900 fanns det tolv fäbodar och den sista lades ned 1971. På senare år har fäboddriften i reservatet återupptagits och träd har tagits ned på tidigare fäbodar för att hålla marken öppen.

## Bilder

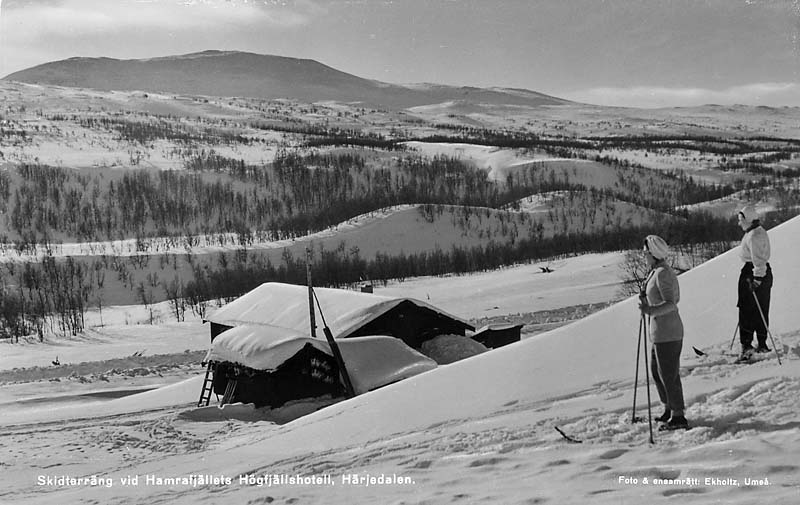
Äldre vykort föreställande Hamrafjället från Tänndalen.
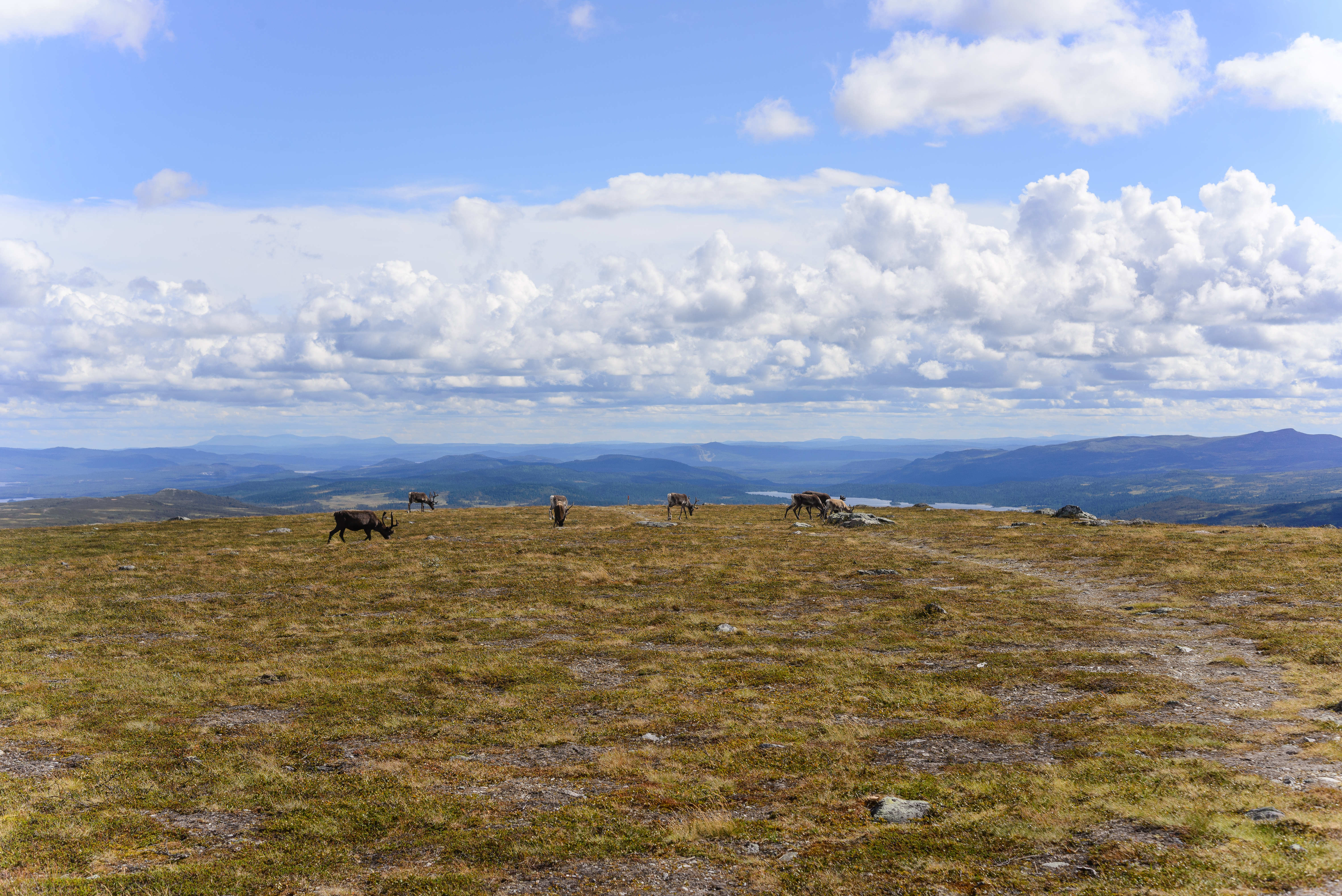
Renar på toppen av fjället. Vy österut med Sonfjället i bakgrunden till vänster.
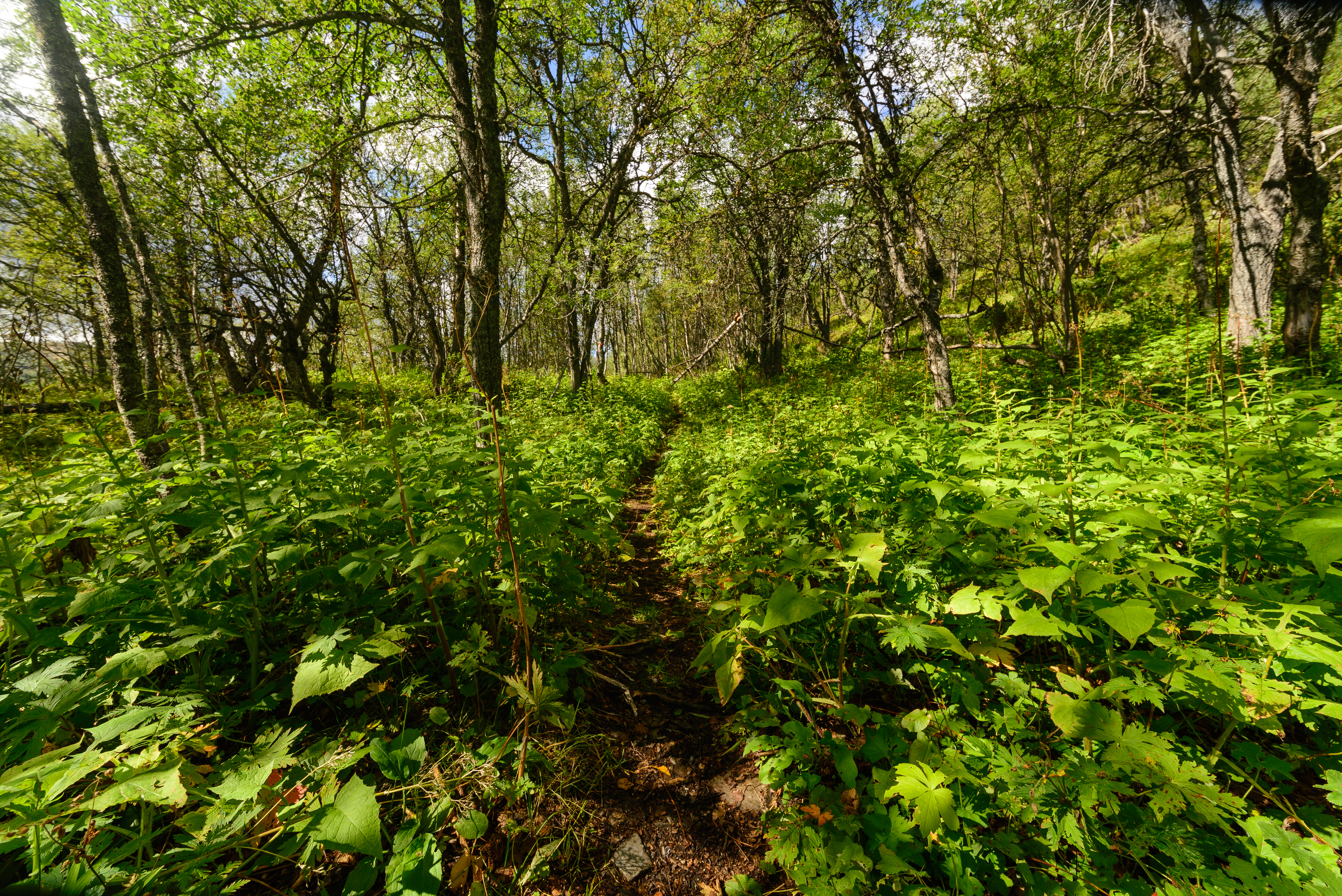
Fjällbjörkskog på sydsluttningen.
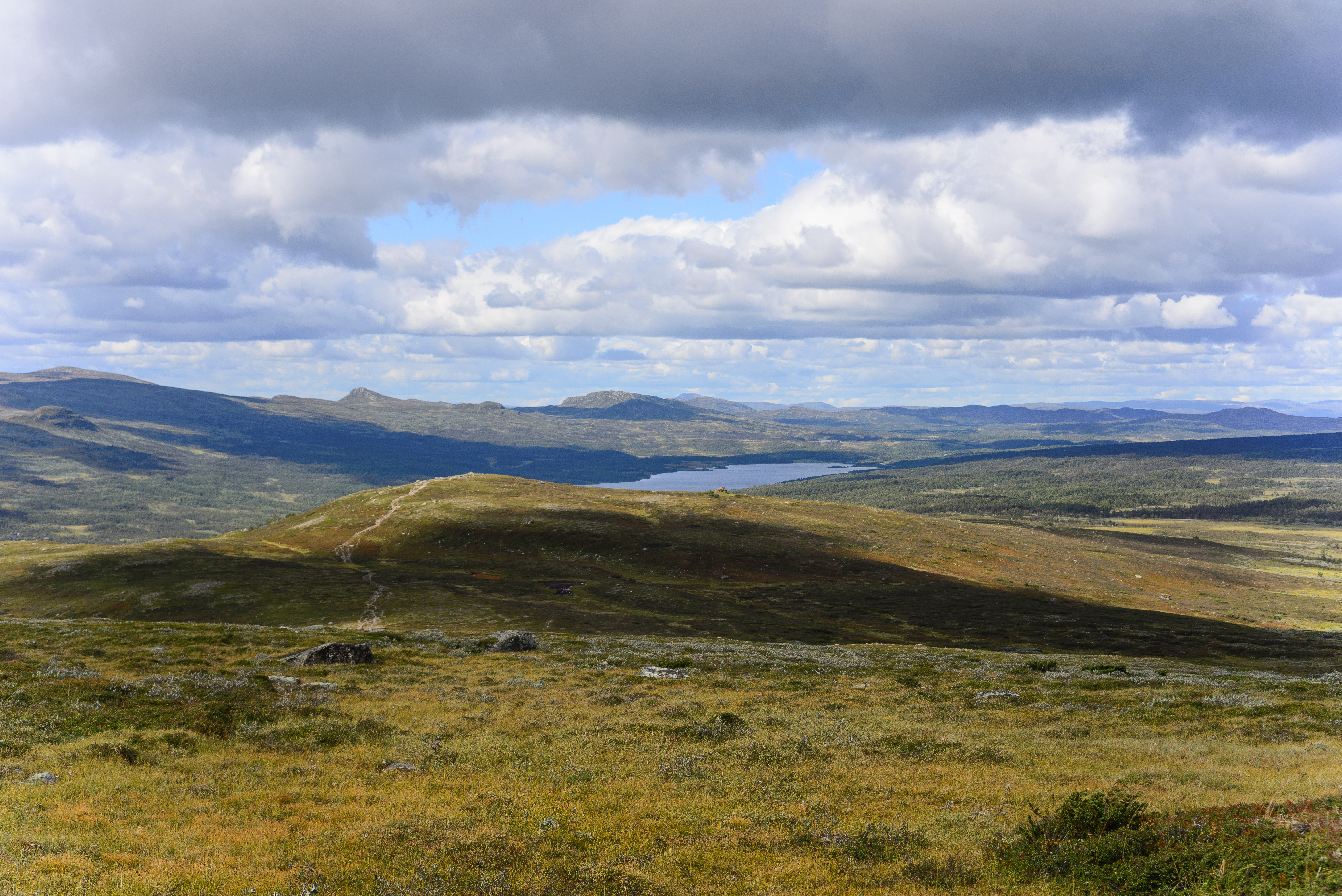
Vy västerut från toppen.
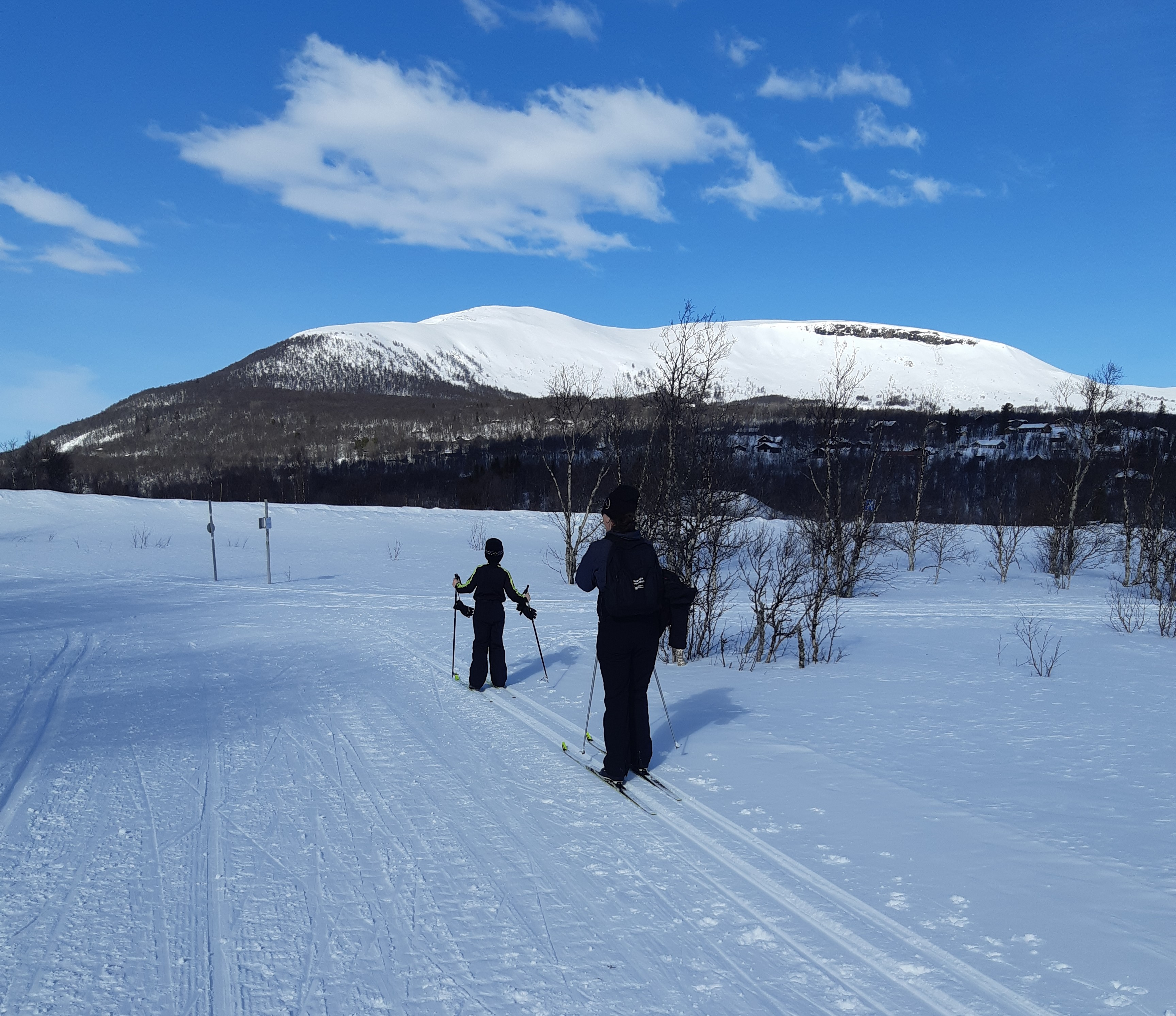
I bakgrunden Hamrafjället, Tänndalen, i förgrunden två skidåkare i närheten av Tänndalsvallen efter det "korta strömspåret"